# ピラミッズFC
ピラミッズFC（Pyramids Football Club）は、エジプトの首都カイロをホームタウンとするサッカークラブである。

## 歴史
2008年にアシュートをホームタウンとするアル・アシューティー・スポート (Al Assiouty Sport) として創設された。
2014年にクラブの歴史で初となるプレミアリーグ昇格を果たした。しかし、2015年に降格した。2015-16シーズンと2016-17シーズンはセカンドディビジョンに参加、2017-18シーズンにプレミアリーグに復帰して、9位の成績を残した。同シーズンにエジプト・カップの準々決勝で前年度優勝チームのアル・アハリに1-0で勝利して、準決勝に進出した。
2018年6月にサウジアラビアのアル・アハリの元名誉会長で、サウジアラビア・スポーツ総局のトゥルキー・アル・シェイク局長に売却され、クラブ名はアル・アハラーム (Al Ahram) またはピラミッズ (Pyramids) に改称された。また、ホームタウンが首都カイロに変更された。新しく所有者となったトゥルキー・アル・シェイクの下でクラブに巨額の投資が行われたため「アフリカのマンチェスター・シティ」「エジプトのRBライプツィヒ」等と呼ばれた。
2018-19シーズンにプレミアリーグでアル・アハリ、アル・ザマレクに次ぐ3位になり、初となるCAFコンフェデレーションカップの出場権を獲得した。同シーズンにエジプト・カップの決勝に進出したが、アル・ザマレクに0-3で敗れて準優勝に終わった。
2019年7月にクラブの元副会長でアラブ首長国連邦のサーレム・アル・シャムシーがクラブを引き継ぎ、所有権を取得した。同年9月時点で、ピラミッズは1948年にエジプトのサッカーリーグが創立されて以来、エジプト人以外が所有する唯一のサッカークラブであった。
2019-20シーズンにCAFコンフェデレーションカップに初出場して決勝に進出したが、モロッコのRSベルカンヌに0-1で敗れて優勝を逃した。

## 国際大会の成績
| シーズン | 大会                          | ラウンド   | 対戦相手                         | ホーム | アウェー | 合計 |  |
| -------- | ----------------------------- | ---------- | -------------------------------- | ------ | -------- | ---- |  |
| 2019-20  | CAFコンフェデレーションカップ | 予備予選   | エトワール・デュ・コンゴ         | 4-1    | 1-0      | 5-1  |  |
| 2019-20  | CAFコンフェデレーションカップ | 予選1回戦  | CR Belouizdad                    | 1-1    | 1-0      | 2-1  |  |
| 2019-20  | CAFコンフェデレーションカップ | プレーオフ | ヤング・アフリカンズ             | 3-0    | 2-1      | 5-1  |  |
| 2019-20  | CAFコンフェデレーションカップ | グループA  | レンジャーズ・インターナショナル | 0-1    | 3-1      | 1位  |  |
| 2019-20  | CAFコンフェデレーションカップ | グループA  | ヌアディブ                       | 6-0    | 1-0      | 1位  |  |
| 2019-20  | CAFコンフェデレーションカップ | グループA  | Al Masry                         | 2-0    | 2-1      | 1位  |  |
| 2019-20  | CAFコンフェデレーションカップ | 準々決勝   | ザナコ                           | 0-1    | 3-0      | 3-1  |  |
| 2019-20  | CAFコンフェデレーションカップ | 準決勝     | オロヤ                           | 2-0    | 2-0      | 2-0  |  |
| 2019-20  | CAFコンフェデレーションカップ | 決勝       | ベルカンヌ                       | 0-1    | 0-1      | 0-1  |  |
| 2020-21  | CAFコンフェデレーションカップ | 予選1回戦  | アル・イテハド                   | 3-2    | 1-0      | 4-2  |  |
| 2020-21  | CAFコンフェデレーションカップ | プレーオフ | アビジャン                       | 2-0    | 2-0      | 4-0  |  |

## 歴代監督
- リカルド・ラ・ボルペ 2018
- ラモン・ディアス 2019
- アンテ・チャチッチ 2019-2020
- ロドルフォ・アルアバレーナ 2020-2021
- タキス・ゴニアス 2021
- エハブ・ガラル 2021-2022
- タキス・ゴニアス 2022-2023
- ジャイメ・パシェコ 2023-2024
- クルノスラヴ・ユルチッチ 2024-

## 歴代所属選手
- ラムジー・サーレハ 2014-2015
- アハメド・エル＝シェナウィ 2018-
- アリ・ガブル 2018-
- アルトゥール・カイキ・ド・ナシメント・クルス 2018
- オマル・ガーベル 2018-
- マルコス・ダ・シルバ・フランス 2018-2020
- アブダッラー・エッ＝サイード 2019-
- ウィルフリード・カノン 2019-
- オマル・フリービーン 2019
- アハメド・ファティ 2020-
- シェリフ・エクラミー 2020-
- ラマダン・ソブヒ 2020-